# Huracà Patricia (2015)
Huracà Patricia és l'huracà més intens que s'ha observat mai a l'Hemisferi Occidental en termes de pressió baromètrica, i el major globalment partant en termes de vent màxim sostingut (325 km/h).